# Melvine Malard
Melvine Malard (født 28. juni 2000) er en kvindelig fransk fodboldspiller, der spiller angreb for Olympique Lyonnais Féminin i Division 1 Féminine og Frankrigs kvindefodboldlandshold.
Hun fik sin officielle debut på det franske landshold i 18. september 2020 i en 2–0-sejr over Serbien. Hun blev også udtaget til landstræner Corinne Diacres officielle trup mod EM i fodbold for kvinder 2022 i England.
I januar 2020 blev hun udnævnt af UEFA, som en af de 10 mest lovende kvindelig fodboldtalenter i Europa.
Malard har desuden været med til at vinde UEFA Women's Champions League hele fire gange med Olympique Lyonnais Féminin.

## Landsholdsstatistik
| Nr. | Dato             | Spillested                               | Modstander | Score | Resultat | Turnering              |
| --- | ---------------- | ---------------------------------------- | ---------- | ----- | -------- | ---------------------- |
| 1   | 26. oktober 2021 | Astana Arena, Nur-Sultan, Kasakhstan     | Kasakhstan | 4–0   | 5–0      | VM-kvalifikation 2023  |
| 2   | 26. oktober 2021 | Astana Arena, Nur-Sultan, Kasakhstan     | Kasakhstan | 5–0   | 5–0      | VM-kvalifikation 2023  |
| 3   | 16. februar 2022 | Stade Océane, Le Havre, Frankrig         | Finland    | 2–0   | 5–0      | Tournoi de France 2022 |
| 4   | 25. juni 2022    | Stade Pierre Brisson, Beauvais, Frankrig | Cameroun   | 1–0   | 4–0      | Venskabskamp           |
| 5   | 18. juli 2022    | New York Stadium, Rotherham, England     | Island     | 1–0   | 1–1      | EM i fodbold 2022      |